# Christian Vanel
Christian Vanel est une bande dessinée d'aventure parue en 1967 et 1968 dans Spirou, dessinée et scénarisée par Dan Daubeney, l’un des multiples alias de Larraz.

## La série

### Premier épisode
L’action débute en 1757 dans le sous-continent indien. La France n’a pas encore perdu la guerre de 7 ans et est donc encore largement présente aux Indes sur un territoire également convoité par les Anglais.
Un navire marchand, L’étoile du Sud, ayant mystérieusement disparu au large de Pondichéry, une corvette quitte Toulon quelques mois plus tard et part à sa recherche. Le capitaine du navire, L’Albatros, fait stopper le navire à l’endroit où l’Etoile du Sud a cessé de donner des nouvelles et descend seul à terre. C’est une plage déserte avec la jungle en arrière-plan avec pour seule présence humaine le bruit des tam-tams qu’on entend au lointain.
Une nuit se passe et quelques instants après son retour sur le bateau, le capitaine meurt en serrant dans son poing des perles. Le soir même, Christian Vanel qui était le second descend discrètement à terre avec Guillaume, un matelot. Leur exploration les emmène vers un temple où ils sont pris par des indigènes et assommés. Ils se réveillent dans la demeure du marquis de Flabert gouverneur de Karhab où étrangement tous les soldats français de la garnison sont morts de fièvre et ont été remplacés par des troupes indigènes.
Christian et Guillaume ramenés à leur navire, s’aperçoivent que celui-ci est désormais sans aucun homme à bord, même le corps du capitaine a disparu. En revanche Christian découvre un début de lettre écrit par ce même capitaine, mot qui n’existait pas au moment de son décès.
Comment expliquer la disparition d’un équipage et d’un cadavre qui entre-temps est revenu de la mort pour écrire ces simples mots : Les Kanamas.

### Second épisode
Nous sommes désormais en 1759 et l’Albatros II vogue sur les eaux du Pacifique. Le commandant demande à Christian de monter à bord d’un brick qui semble en déshérence. En effet, les officiers du navire ont été emportés par une lame et les matelots ne savent pas se diriger. Charge à Christian de suivre l’Albatros II et de ramener le brick marchand à bon port.
Mais une tempête sépare les deux navires et Guillaume apprend à Christian que l’équipage est en fait un ramassis de mutins, lesquels comptent bien se débarrasser de leur nouveau capitaine et filer vers une île lointaine où serait caché un fabuleux trésor. C’est justement une tempête qui fait échouer le navire sur cette fameuse île.
Les rescapés bien conscients que c’est unis qu’ils pourront se sauver font désormais cause commune mais voilà que plusieurs marins meurent ou disparaissent les uns après les autres avec à chaque fois de très étranges empreintes.
Très classique et sans aucune surprise, cette deuxième histoire est moins originale que la précédente.

## Intérêt de la série
Ces scénarios bénéficient de suffisamment d’ingrédients mystérieux pour en faire une BD captivante, d'autant plus que les intrigues situées aux Indes et plus particulièrement au XVIIIe siècle ne sont pas si fréquentes. Elle n’est, néanmoins, qu’intéressante. Plusieurs raisons à cela. Tout d’abord des dialogues assez conventionnels, grandiloquents et sans grande originalité, ensuite des rebondissements secondaires plutôt convenus pour ne pas dire téléphonés, enfin un dessin, certes de qualité, mais trop statique pour imprimer un dynamisme des actions.
Ces différents éléments montrent la différence entre une bonne et une grande bande dessinée et expliquent aussi pourquoi malgré son incontestable originalité cette bande n’a fait l’objet que de deux aventures dans Spirou et d’une édition en album assez confidentielle.

## Publications

### Spirou
#1499-1527 (1967) 1. Le temple des Kanamas -58 planches
#1554-1570 (1968) 2. La vallée des hommes sans âme -34 planches

### Album
Christian Vanel Intégrale –D/M/A Editions -2010. En l’absence d’ISBN et de DL on peut penser qu’il s’agit d’une édition pirate.